# زرغران (مقاطعة دلفان)
زرغران (بالفارسية: زرگران) هي قرية تقع في لرستان في إيران. يقدر عدد سكانها بـ 342 نسمة بحسب إحصاء 2016.